# 졸업

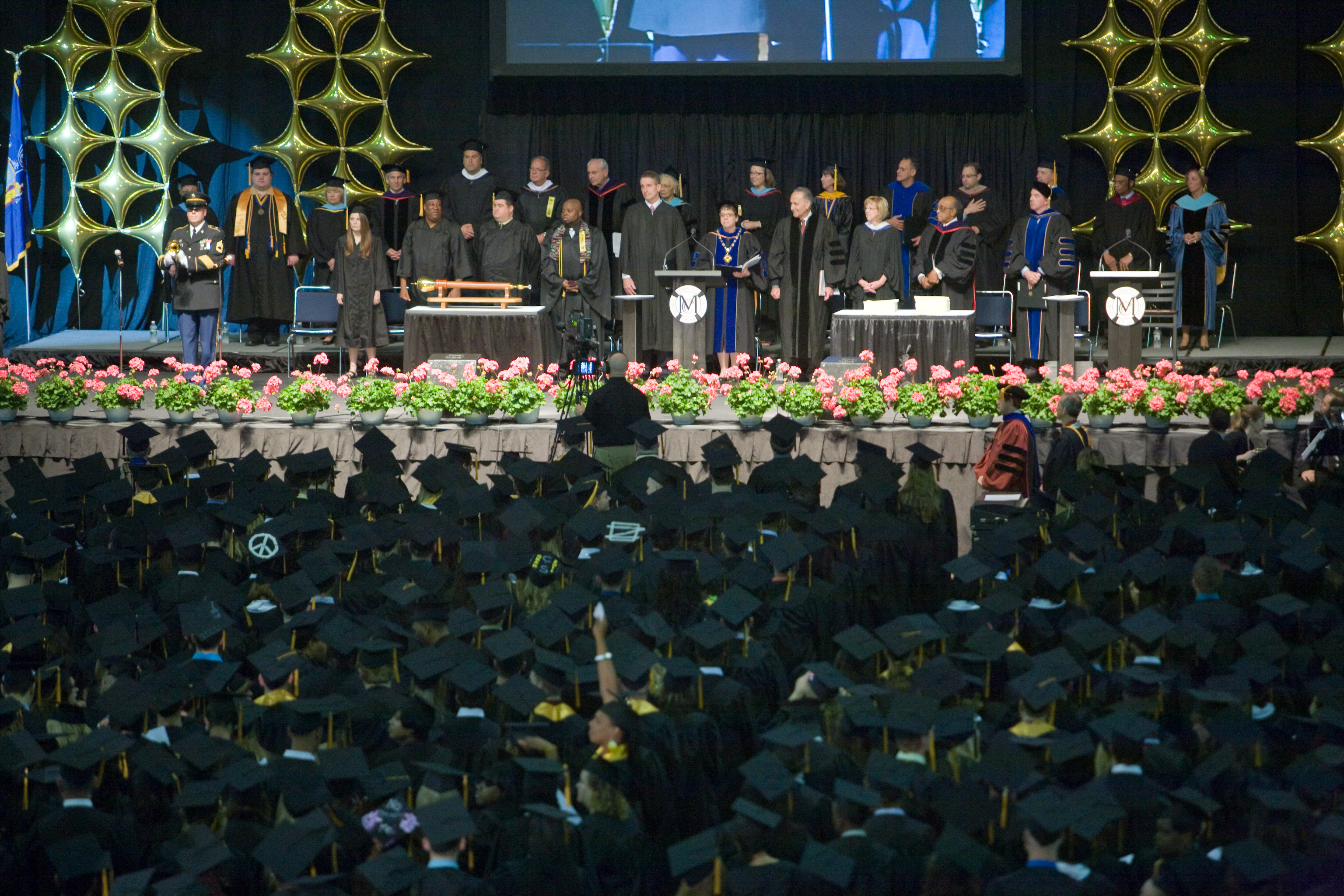
졸업식장의 모습

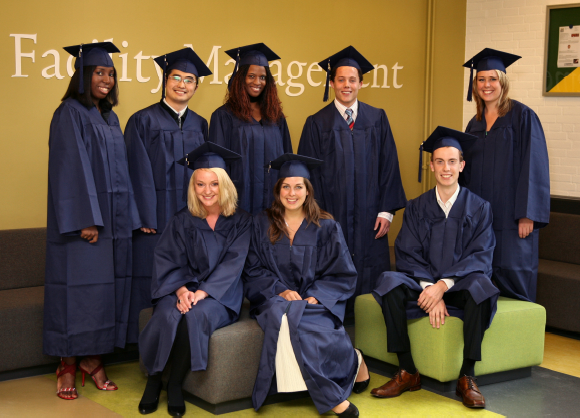
학사복, 학사모를 착용한 대학 졸업생들

졸업(卒業, 영어: graduation, commencement, congregation, convocation, invocation)은 학교 같은 교육기관에서 학생이 소정의 교과 과정을 마치는 것을 말한다. 
졸업을 앞둔 학생은 졸업예정자라고 불린다. 
졸업을 기념하는 학교 행사를 졸업식, 또는 학위 수여식이라고 불린다.
본 행사를 모두 마치고 나면 재학생에서 외부인으로 신분이 바뀌게 되며, 그 학교는 자신의 모교가 된다.

## 세계의 졸업
나라마다 졸업에 관해 문화는 다양하다. 
공교육 기관의 졸업 시기도 나라마다 다른데, 이는 학년·학기를 시작하는 시기가 다르기 때문이다.

### 중국의 졸업
중국에서는 9월에 입학하여 5월, 6월에 졸업을 한다.

### 대한민국의 졸업
대한민국의 공교육은 3월에 새 학년을 시작하기 때문에 대부분 1월에서 2월에 졸업을 한다(최근에는 1월달에 졸업식을 치르는 학교가 늘어나고 있는 추세임). 
졸업식은 애국가 제창 같은 국민의례, 졸업 증서 수여, 상장·표창장 수여, 학교장 회고사, 재학생 송사, 축하공연, 교가 제창 순으로로 진행한다. 
대학교의 경우 졸업생들이 학사복을 입고 학사모를 쓴다(최근에는 초, 중, 고에서도 같은 형태가 늘어나고 있는 추세임).
일부 지역이나 학교에는 졸업식이 끝난 뒤 서로에게 달걀을 던지거나 밀가루를 뿌리며 뒤풀이를 하는 풍속이 있다.
이런 풍속이 과격하게 변질되어 2010년 경기도 고양시의 한 학교에서는 교복을 찢으며 알몸 뒤풀이를 하는 사건이 벌어지고 이 사진이 인터넷에 유포되면서 사회적 파문을 일으켰다.
이 사건 이후로 졸업날에는 경찰이 동원되어 과격한 뒤풀이 행위를 단속하게 되었다.
최근에는 과격하거나 지나치게 엄숙한 졸업식 대신 축제를 표방하는 졸업식도 열리고 있다. 
2017년 1월 경상남도 고성군의 소가야중학교에서는 축제와 졸업식을 함께 개최해, 격려와 축하를 동시에 하는 자리를 가졌다.

### 일본의 졸업
일본에서는 북한하고 함께 3월에 졸업을 한다(일본 정부의 회계 연도가 4월 달로 정해져 있기 때문).
여학생들은 졸업식 때 일본의 전통 의상을 입기도 한다.

### 서구권의 졸업
유럽에서는 대체로 5월, 6월에 졸업을 한다. 
미국, 캐나다 등도 비슷한 시기에 졸업을 하는데, 미국이나 캐나다에서는 졸업하는 달이 주에 따라서도 다르다.

## 참고 문헌
1. ↑  “초·중등교육법 시행령 ［시행 2010. 6.29］［대통령령 제22234호, 2010. 6.29, 일부개정］”. 법제처. 2010년 6월 29일. 2010년 11월 21일에 확인함.
2. ↑  김형태 (2006년 2월 11일). “'밀가루 세례', 졸업식 풍속으로 다시 자리 잡나?”. 민중의소리.
3. ↑  우영식 (2010년 2월 13일). “중학 졸업식 알몸 뒤풀이 사진 인터넷 유포”. 연합뉴스.
4. ↑  윤정아, 노기섭, 박정경 (2011년 2월 16일). “교사는 가방 뒤지고 경찰은 감시… ‘잃어버린 졸업식 추억’”. 문화일보.
5. ↑  이현근·김진현·김윤관 (2017년 1월 10일). “졸업식은 새로운 출발 축하하는 축제!”. 경남신문.
6. ↑  “일본 유학 안내 웹사이트 - 입학 시기·학년 일정”. 일본 외무성. 2011년 3월 22일에 원본 문서에서 보존된 문서. 2010년 11월 21일에 확인함. 일본 학교의 학년은 일반적으로 매년 4월에 시작하여 다음 해 3월에 마칩니다.

## 같이 보기
- 입학
- 학교
- 대한민국의 교육제도